# سویوق‌بولاق (جلیل‌آباد)
سویوق‌بولاق (به ترکی آذربایجانی: Soyuqbulaq، معروف به کوووزبولاق Kövüzbulaq تا سال ۲۰۱۵) یک منطقه مسکونی در جمهوری آذربایجان است که در شهرستان جلیل‌آباد واقع شده‌است. 

## جمعیت
سویوق‌بولاق ۱۰۰۰ نفر جمعیت دارد.